# Кириенко, Зинаида Михайловна
Зинаи́да Миха́йловна Кириенко (9 июля 1933, Махачкала, Дагестанская АССР, РСФСР, СССР — 12 февраля 2022, Москва, Россия) — советская и российская актриса; народная артистка РСФСР (1977), лауреат Государственной премии СССР (1979).

## Биография

#### Происхождение
Родилась 9 июля 1933 года в Махачкале. Мать, мечтавшая стать актрисой, хотела назвать её «Аида», но отец при регистрации в ЗАГСе упростил имя. Впрочем, в семье её всегда называли «Ида».

«С родным отцом ещё связана история моего имени. Когда мама была беременна, то зачитывалась книгой „Аида“, где шла речь о судьбе какой-то греческой драматической актрисы. Тогда она и решила, что если родится девочка, то назовёт её этим именем, и дочь непременно станет актрисой. Регистрировать меня пошёл отец, мама тогда лежала больная. Он подумал, что имя Аида не подходит русской девочке, и решил, что ей лучше зваться Зинаидой. Мама была в истерике. А отец сказал, что моё имя состоит сразу из двух: „Зина“ и „Ида“, и тогда она успокоилась. В фильме Евгения Матвеева „Любить по-русски“ мою героиню-прокурора зовут Зинаида Георгиевна Широкова, признаюсь, это была моя идея. Мне очень хотелось, чтобы хотя бы в кино прозвучали мои настоящие отчество и фамилия»— Зинаида Кириенко в последнем интервью: «Всем всё прощаю и не держу зла» // Экспресс-газета. — 2022. — 12 февраля.
Отец был арестован в 1938 году и погиб в ГУЛАГе.
Во время Великой Отечественной войны семья эвакуировалась в Дербент, где мать работала директором элеватора. После войны Ида Кириенко переехала с матерью Александрой Ивановой и отчимом Михаилом Кириенко в Ставропольский край, станицу Новопавловскую. После 7-го класса поступила в Московский железнодорожный техникум, затем училась в Георгиевском техникуме механизации сельского хозяйства.
В 1958 году окончила ВГИК (курс народных артистов СССР Сергея Герасимова и Тамары Макаровой), была однокурсницей актёров Людмилы Гурченко, Натальи Фатеевой и Виталия Матвеева.

#### Карьера в театре и кино

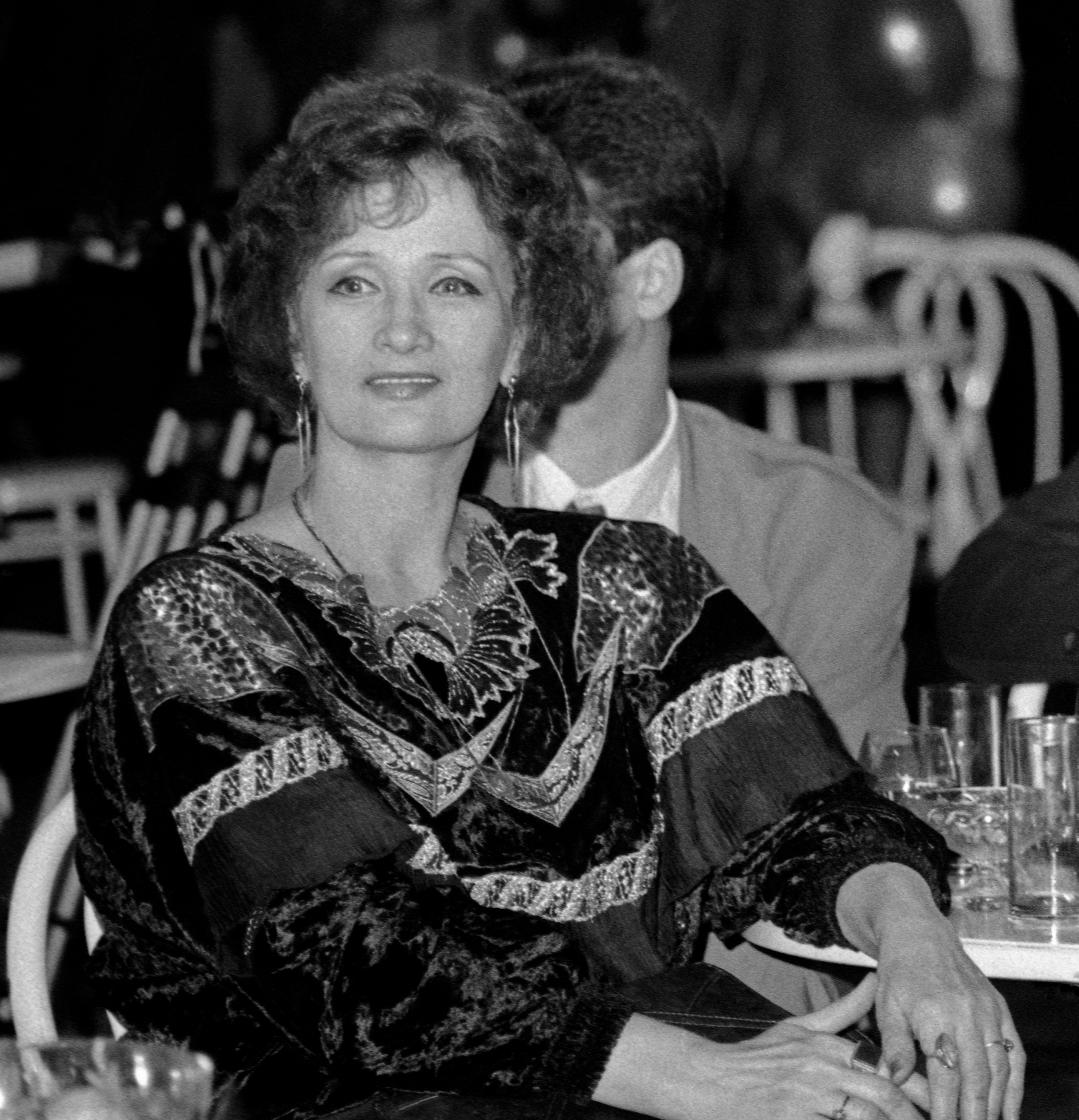
На первом конкурсе «Мисс Россия», сентябрь 1993 года

В 1958—1959 годах — актриса Московского драматического театра имени А. С. Пушкина.
В 1959—1960 годах — актриса Московского драматического театра на Малой Бронной, с 1961-го — Театра-студии киноактёра, где и прослужила больше тридцати лет.
Сыграла роли в фильмах «Поэма о море», «Судьба человека» и других. Всесоюзную известность получила после исполнения роли Натальи в фильме своего учителя Сергея Герасимова «Тихий Дон». Признанная советская кинозвезда 1950—1960-х годов.
Актрису долгое время не снимали. Как отмечает она сама в своих интервью, это связано с конфликтом с неким высокопоставленным чиновником (первым заместителем председателя госкомитета по кино СССР Владимиром Баскаковым), который внёс Зинаиду Кириенко в чёрный список.

«вдруг… как будто опустили шлагбаум. Знаю, почему так произошло: просто я тогда не захотела идти наперекор самой себе и платить за роли своими чувствами. В итоге много лет не снималась, пока однажды, чьему-то вето вопреки, Евгений Матвеев не пригласил меня в свою картину „Любовь земная“. Благодаря ему я тогда вышла из депрессии.
— Вам известна фамилия чиновника, который, как вы выразились, „опустил шлагбаум“?

— Да, конечно. Мне назвал её Станислав Ростоцкий, когда мы вместе с ним были в жюри на одном из кинофестивалей. Но я не хочу предавать её огласке. Бог судья этому человеку…»— 
Актриса долгие годы перебивалась ролями второго плана. Вновь стала набирать популярность после роли в фильме режиссёра Евгения Матвеева «Любовь земная».
В начале нового тысячелетия была задействована в ряде телесериалов, а также в постановке Игоря Масленникова «Письма к Эльзе». Главные роли актрисе отдали режиссёры лент «Глубокое течение» и «Одна любовь души моей».
Получила известность также как певица, как исполнительница песен. Во время актёрского простоя ездила по городам и давала сольные концерты. Сотрудничала с поэтом Анатолием Поперечным, композитором Евгением Бедненко и другими. Входила в состав жюри Московского Международного конкурса молодых исполнителей русского романса «Романсиада».
Зинаида Кириенко являлась общественным деятелем. Была президентом Фонда энциклопедии имени Шолохова, членом президиума правления Центрального дома работников искусств, участвовала в различных телешоу, значилась одним из лидеров политического движения «Стабильная Россия». Была сопредседателем правления, заведующей секцией кино, членом Совета Гильдии актёров кино России.
19 ноября 2013 года в Большом зале Дома кино Союза кинематографистов России состоялся юбилейный вечер Зинаиды Кириенко, прошедший под эгидой Союза кинематографистов России и Гильдия актёров кино России.

#### Болезнь и смерть
10 февраля 2022 года попала в одну из московских больниц с положительным тестом на коронавирус. Перенесла инсульт, также был обнаружен рак поджелудочной железы.
Скончалась в Москве 12 февраля 2022 года на 89-м году жизни. Сын актрисы заявил, что причиной смерти стал инсульт.
Прощание с актрисой состоялось 15 февраля 2022 года в Центральном доме кино. Сказать прощальные слова у гроба Кириенко пришли Аристарх Ливанов, Евгений Герасимов, Николай Бурляев, Игорь Черницкий, Лариса Лужина.
Актриса похоронена на Троекуровском кладбище рядом с могилой кинорежиссёра Бориса Грачевского (уч. 21). 9 июля 2023 года, в день 90-летия актрисы на её могиле был открыт памятник.

## Семья
- Отец — Георгий Константинович Широков, родился в 1900 году, происходил из состоятельной семьи, был курсантом Тифлисского юнкерского училища по классу трубы, в 1919 году отбыл в Англию, в 1928-м — вернулся. В 1936 развёлся с матерью Зины, в 1938 году его арестовали, обвинив в растрате (он работал бухгалтером). Погиб в ГУЛАГе. В фильме «Любить по-русски 2» героиня Кириенко носила имя Зинаида Георгиевна Широкова; то есть актриса взяла для персонажа своё имя, а также отчество и фамилию от своего родного отца.
- Мать — Александра Петровна Иванова (1893—1996), работала на рыбоконсервном заводе в Махачкале.
- Дед по матери — Пётр Иванович Иванов, родом из Тулы, прораб на стройках рыбных промыслов.
- Отчим — Михаил Игнатьевич Кириенко, который дал своей падчерице Зинаиде отчество и фамилию.
- Муж (1960—2004) — Валерий Алексеевич Тарасевский (1943—2004), экономист.
- Сыновья — Максим и Тимур Тарасевские.

## Творчество

### Московский драматический театр имени А. С. Пушкина
- 1958 — «Трасса»

### Московский драматический театр на Малой Бронной
- 1959 — «Сердце девичье затуманилось»
- 1959 — «Барби»

### Московский театр-студия киноактёра
- 1972—1974 — «Красное и чёрное» Стендаля — Госпожа де Реналь
- 1973—1979 — «Гроза» А. Островского — Катерина
- 1975—1979 — «Снова премьера или целуй меня, Кэт!» К. Портета — Лили Ванеси (Катарина)
- 1979—1987 — «Однажды, двадцать лет спустя» — Александра Перегонец
- 1981—1989 — «Бабий бунт» М. Шолохова — Настя
- 1984—1991 — «Да здравствуют дамы!» Б. Нушича — Госпожа Янкович
- 1987—1989 — «Праздники непослушания» С. Михалкова
- 1989 — «Жизнь моя — кинематограф»

### Фильмография

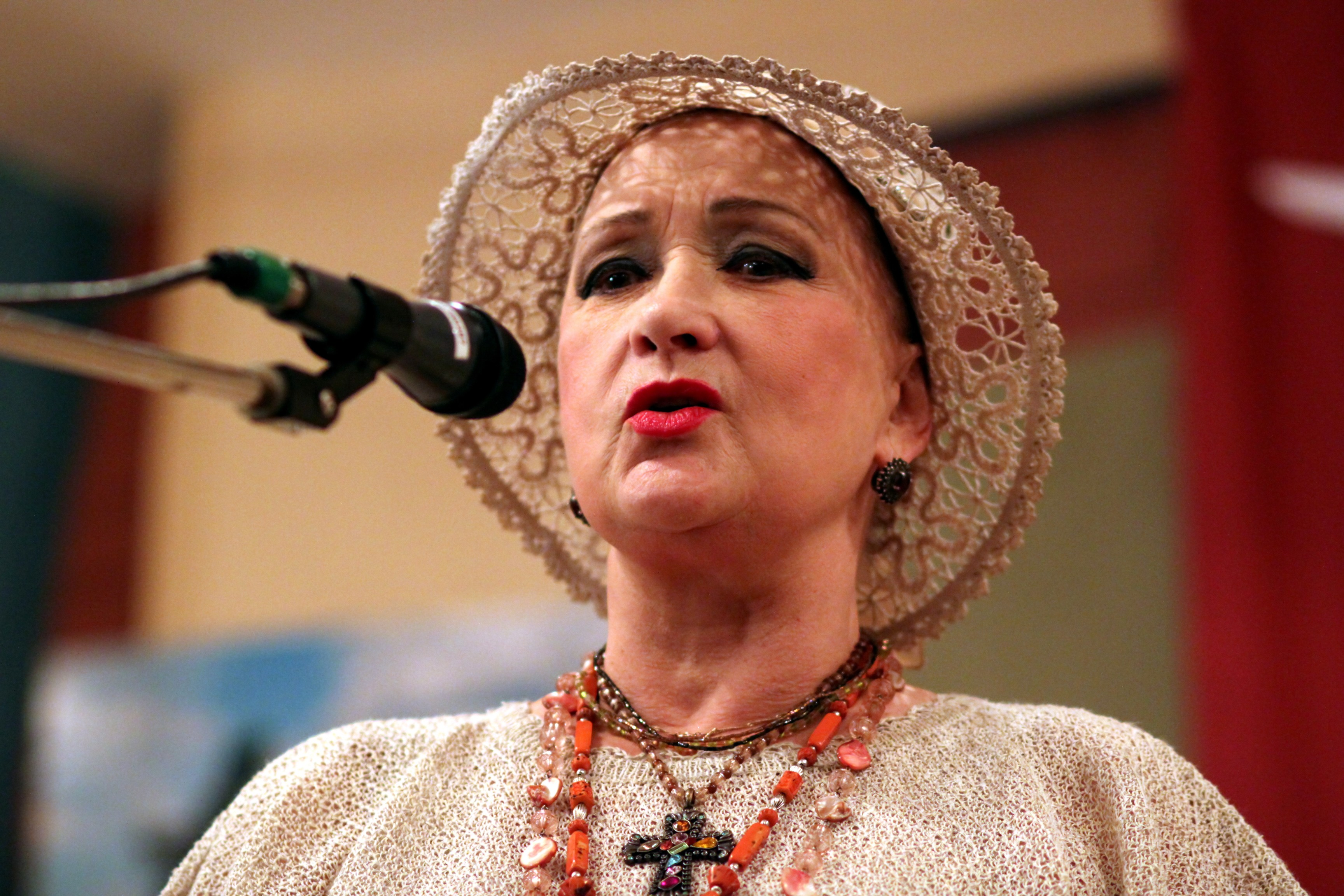
Выступает Зинаида Кириенко, 2010

- 1954 — Надежда — Надежда Вахмистрова
- 1957 — Роза ветров — Надежда
- 1958 — Тихий Дон — Наталья
- 1958 — Поэма о море — Катерина
- 1958 — Сорока-воровка — Анета
- 1959 — Судьба человека — Ирина
- 1960 — Вдали от Родины — Моника Тарваль
- 1960 — Повесть пламенных лет — Мария
- 1961 — Казаки — Марьяна
- 1963 — Знакомьтесь, Балуев! — Капа Подгорная
- 1963 — Самый медленный поезд — Нина Ивановна
- 1964 — Зачарованная Десна — Одарка
- 1965 — Залп «Авроры» — Лиза
- 1966 — Такой большой мальчик — мать Коли
- 1970 — В лазоревой степи — жена Максима (новелла «Червоточина»)
- 1970 — Крушение империи — Катя Ваулина
- 1972 — Живая вода — Данка
- 1974 — Любовь земная — Ефросинья Дерюгина
- 1974 — Небо со мной — Клавдия
- 1976 — Два капитана — Аксинья Фёдоровна, мать Сани
- 1976 — Костя Барабаш из 10 «Б» — мать
- 1977 — Судьба — Ефросинья Дерюгина
- 1978 — Лекарство против страха — Рашида Рамазанова
- 1981 — Они были актёрами — Перегонец Александра Фёдоровна
- 1983 — Люблю. Жду. Лена — Настасья Меркуловна
- 1984 — Господин Великий Новгород — Вера
- 1985 — Утро обречённого прииска — Шурыгина
- 1996 — Любить по-русски 2 — прокурор Зинаида Георгиевна Широкова
- 1999 — Танцы под ущербной луной / En un claroscuro de la luna — Мария
- 2000 — Мой дух к Юрзуфу прилетел...
- 2002 — Письма к Эльзе — Маша
- 2003 — Колодец — хозяйка двора
- 2005 — Глубокое течение — Ольга
- 2006 — Счастье по рецепту — Елизавета Петровна
- 2007 — Одна любовь души моей — Софья Раевская
- 2019 — Эпизод — Алла Юрьевна

## Признание и награды
Государственные награды:
- 1965 — «Заслуженная артистка РСФСР» — за заслуги в области советского киноискусства[13]
- 1977 — «Народная артистка РСФСР» — за заслуги в области советского киноискусства[14]
- 1979 — Государственная премия СССР 1979 года в области литературы, искусства и архитектуры — за кинодилогию «Любовь земная» и «Судьба»[15]

Другие награды, премии, поощрения и общественное признание:
- 1978 — Золотая медаль имени А. П. Довженко — за фильм «Судьба»
- 2002 — Приз V Международного Кинофорума трёх стран России, Украины и Белоруссии «Бригантина» — «За вклад в искусство кинематографа»
- 2011 — Премия на I Забайкальском международном кинофестивале (Чита) — «За выдающийся вклад в кинематограф»[16]
- 2015 — орден Дружбы народов «Белые журавли России»[17] (награда фестиваля «Белые журавли России»)

## Память
- 2005 — «Зинаида Кириенко. „Линия жизни“» («Культура»)[18]
- 2009 — «Зинаида Кириенко. „Невероятные истории любви“» («СТБ» (Украина))
- 2011 — «Зинаида Кириенко. „Бабье лето“» («Домашний»)[19]
- 2012 — «Зинаида Кириенко. „Частная история“» («Москва Доверие»)[20]
- 2013 — «Зинаида Кириенко. „В гостях у Дмитрия Гордона“» («Первый национальный канал» (Украина))
- 2013 — «Зинаида Кириенко. „Зла не помню, обид не держу“» («Первый канал»)[21][22]
- 2014 — «Зинаида Кириенко. „Рождённые в СССР“» («Ностальгия»)
- 2015 — «Зинаида Кириенко. „Наедине со всеми“» («Первый канал»)[23]
- 2015 — «Зинаида Кириенко. „Мой герой“» («ТВ Центр»)[24]
- 2017 — «Зинаида Кириенко. „Раскрывая тайны звёзд“» («Москва 24»)[25]
- 2018 — «Зинаида Кириенко. „Моя правда“» («Пятый канал»)[26]
- 2018 — «Зинаида Кириенко. „Я в кино настрадалась“» («Первый канал»)[27][28]
- 2019 — «Зинаида Кириенко. »Судьба человека"" («Россия-1»)[29]
- 2019 — «Зинаида Кириенко и Аристарх Ливанов. „Звёзды советского экрана“» («Москва 24»)[30]
- 2020 — «Зинаида Кириенко. „Белые ночи на Спасе“» («Спас»)